# Rokkaku Yoshiharu
Rokkaku Yoshiharu (六角 義介?; 1545 – 1612) è stato un militare giapponese figlio ed erede di Rokkaku Yoshikata, divenne capo del clan Rokkaku durante il periodo Sengoku.
Yoshiharu era il figlio maggiore di Rokkaku Yoshikata e divenne il signore ufficiale del Rokkaku nel 1559, anche se in realtà governò assieme al suo padre con il quale condivise la sconfitta nella battaglia di Norada contro il clan Azai nel 1560.
Partecipò al fallito assalto di Chōkō-ji. Si alleò successivamente al clan Azai anche senel 1572 il castello di Namazue fu assediato e conquistato da Shibata Katsuie ponendo definitivamente fine all'indipendenza del clan Rokkaku. Fuggì nelle terre del clan Takeda con il quale ebbe corrispondenza nel 1572 e si nascose nel tempio Erin-ji nella provincia di Kai.
In seguito divenne un servitore di Toyotomi Hideyoshi e servì Toyotomi Hidetsugu. Il suo ultimo incarico è stato come istruttore di tiro con l'arco per Toyotomi Hideyori al castello di Osaka.